# 22370 Italocalvino
22370 Italocalvino è un asteroide della fascia principale. Scoperto il 15 ottobre 1993 dall'Osservatorio Bassano Bresciano, presenta un'orbita caratterizzata da un semiasse maggiore pari a 3,1903770 UA e da un'eccentricità di 0,1948036, inclinata di 2,59759° rispetto all'eclittica.
Al pianetino, inizialmente catalogato con le sigle provvisorie 1993 TJ2 e 1998 QP61, è stato assegnato il numero 22370 ed il nome dello scrittore Italiano con la seguente dedica: